# گرگ‌ماهی کوچک
گرگ‌ماهی کوچک (نام علمی: Anarhichas minor) نام یک گونه از سرده گرگ‌ماهی‌های اصلی است.